# Jöns Steuch
Jöns Steuch, född 22 juni 1725 i Karlstad, död 7 november 1769 i Svinstads församling, Östergötlands län, var en svensk kammarherre.

## Biografi
Jöns Steuch föddes 1725. Han var son till biskopen Johannes Steuchius i Uppsala stift och Ulrika Eleonora Franc. Steuch blev 24 augusti 1728 student vid Uppsala universitet. Han blev 27 mars 1744 hovjunkare, 10 april 1750 kammarherre och fick sedan kammarråds titel. Steuch avled 1769 på Grävsten i Svinstads socken.

### Egedom
Steuch ägde Grävsten i Svinstads socken.

### Familj
Steuch gifte sig första gången 24 juni 1750 på Strömsta med friherrinnan Ingrid Sofia Sture (1722–1751), dotter till generalmajoren Sten Arvidsson (Natt och Dag) och grevinnan Hedvig Maria Piper. De fick tillsammans dottern Hedvig Sofia Steuch (1751–1751).
Steuch gifte sig andra gången 5 maj 1752 med grevinnan Sofia Elisabet Taube (1726–1802), dotter av hovmarskalken Hans Henrik Taube och friherrinnan Barbro Fredrika von Albedyl. De fick tillsammans barnen majoren Jean Henrik Steuch (född 1753), Fredrik Ulrik Steuch (1755–1755) och Charlotta Sofia Steuch (1757–1791) som var gift med ryttmästaren Göran Måns Ulfsparre af Broxvik.